# Oliveo Handbal
Oliveo is een Nederlandse handbalvereniging uit het Zuid-Hollandse Pijnacker. Oliveo staat voor: Onze Leus Is Vooruit En Overwinnen.
In het seizoen 2021/2022 speelt het eerste herenteam in de eerste divisie en het eerste damesteam in de tweede divisie. Heren 1 staat onder leiding van Jan Weerden en Dames 1 wordt gecoacht door Leon Luijsterburg.

## Geschiedenis
Oorspronkelijk was Oliveo een sportvereniging bestaande uit een handbal-, voetbal- en een gymnastiekafdeling. Als eerste was op 2 juli 1930 de voetbalclub RKSV OLIVEO opgericht. Op 13 december 1995 zijn de drie afdelingen van elkaar losgekoppeld en zijn ze zelfstandig verdergegaan.

## Resultaten
Heren
- 2017 6e
Tweede divisie B
- 2018 5e
Tweede divisie B
- 2019 2e
Tweede divisie B
- 2020 11e
Eerste divisie
- 2021
Eerste divisie
- 2022 7e
Eerste divisie
- 2023 16e
Eerste divisie

- Eerste divisie
- Tweede divisie

Dames
- 2017 10e
Tweede divisie B
- 2018 9e
Tweede divisie B
- 2019 7e
Tweede divisie B
- 2020 8e
Tweede divisie B
- 2021
Tweede divisie A
- 2023 11e
Tweede divisie B
- 2023 10e
Hoofdklasse D

- Tweede divisie
- Hoofdklasse